# Comuna Ciudel, Sarnî
Ciudel (în ucraineană Чудель) este o comună în raionul Sarnî, regiunea Rivne, Ucraina, formată din satele Ciudel (reședința), Dubneakî și Zarivea.

## Demografie
Componența lingvistică a comunei Ciudel
     Ucraineană (99,11%)
     Alte limbi (0,83%)
Conform recensământului din 2001, majoritatea populației comunei Ciudel era vorbitoare de ucraineană (99,11%), existând în minoritate și vorbitori de alte limbi.